# Serge Demierre
Serge Demierre (Ginevra, 16 gennaio 1956) è un ex ciclista su strada, pistard e dirigente sportivo svizzero.
Professionista dal 1977 al 1991, vinse una tappa e il Premio della Combattività durante il Tour de France 1983; in quella stessa stagione si laureò campione nazionale nella prova in linea.

## Palmarès
- 1975 (dilettanti)

1ª tappa DDR-Rundfahrt (Neubrandenburg > Neubrandenburg)
- 1976 (dilettanti)

Campionati svizzeri dilettanti, Prova in linea
Biel-Magglingen (corsa in salita)
- 1977 (Bianchi/Piz Buin, una vittoria)

Grand Prix des Marronniers à Genève
- 1980 (Cilo, una vittoria)

6ª tappa Tour de Suisse (Briga-Glis > Bellinzona)
- 1981 (Cilo, quattro vittorie)

Trofeo Baracchi (con Daniel Gisiger, cronocoppie)
5ª tappa Volta Ciclista a Catalunya (Coll de Nargó > Lleida)
7ª tappa, 1ª semitappa Volta Ciclista a Catalunya (Vilafranca del Penedès, cronometro)
2ª tappa Deutschland Tour (Francoforte sul Meno > Pforzheim)
- 1982 (Cilo, una vittoria)

9ª tappa Tour de Suisse (Berna > Zurigo)
- 1983 (Cilo, tre vittorie)

Campionati svizzeri, Prova in linea
4ª tappa Tour de France (Roubaix > Le Havre)
2ª tappa Tour de Romandie (Saignelégier > Friburgo)
- 1984 (Cilo, due vittorie)

Classifica generale Ruota d'Oro
6ª tappa Volta Ciclista a Catalunya (Planoles > Llançà)
- 1987 (Z/Fibock, tre vittorie)

Grand Prix Lausanne
Sion-Savièse
4ª tappa Grand Prix Tell (Urdorf > Kreuzlingen)
- 1988 (Weinmann, due vittorie)

Tour du Canton de Genève
3ª tappa Tour of Britain (Manchester > Liverpool)
- 1991 (Helvetia, una vittoria)

4ª tappa, 1ª semitappa Tour de Romandie (Friburgo > Brügg)

### Altri successi
- 1982 (Cilo)

Andelfingen (criterium)
Irchel Rundfahrt - Buch am Irchel (criterium)
- 1983 (Cilo)

Premio della Combattività Tour de France

## Piazzamenti

### Grandi Giri
Giro d'Italia
1980: ritirato (7ª tappa)
1981: 27º
1985: ritirato (13ª tappa)
1986: 101º
- Tour de France

1982: 72º
1983: 71º
1984: ritirato (5ª tappa)
1991: fuori tempo massimo (12ª tappa)
- Vuelta a España

1978: ritirato (7ª tappa)

### Classiche monumento
- Milano-Sanremo

1977: 53º
1980: 132º
1983: 17º
- Liegi-Bastogne-Liegi

1988: 23º
1991: 108º

### Competizioni mondiali
- Campionati del mondo

Sallanches 1980 - In linea Professionisti: ritirato
Praga 1981 - In linea Professionisti: 13º
Goodwood 1982 - In linea Professionisti: ritirato
Altenrhein 1983 - In linea Professionisti: 44º
Barcellona 1984 - In linea Professionisti: ritirato
Chambéry 1989 - In linea Professionisti: ritirato
- Giochi olimpici

Montreal 1976 - In linea: ritirato

### Competizioni europee
- Campionati europei

Varsavia 1974 - Cronosquadre Juniores: 3°